# یواس‌اس پالوس (پی‌جی-۱۶)
یواس‌اس پالوس (پی‌جی-۱۶) (به انگلیسی: USS Palos (PG-16)) یک کشتی بود که طول آن ۱۶۵ فوت ۶ اینچ (۵۰٫۴۴ متر) بود. این کشتی در سال ۱۹۱۴ ساخته شد.